# Douchy-les-Mines
Douchy-les-Mines è un comune francese di 10 263 abitanti situato nel dipartimento del Nord nella regione dell'Alta Francia.
Il territorio comunale è bagnato dal fiume Selle.

## Società

### Evoluzione demografica
Abitanti censiti